# Allgaier AP 17
Der Allgaier AP 17 ist ein Traktormodell der Allgaier Werke, das ab 1950 gebaut und 1951 durch das überarbeitete Nachfolgemodell AP 17-51 (auch als Typ 2 bezeichnet) ersetzt wurde. Beide Modelle gab es auch in schmaler Ausführung mit der Bezeichnung AP 17 S bzw. ab 1951 AP 17-51 S. Die Herstellung endete 1954 nach etwa 9.000 produzierten Exemplaren. Der Modellname besteht aus den Buchstaben „AP“ für „Allgaier System Porsche“ und der Zahl „17“ für die ungefähre Motorleistung. Grundlage für den AP 17 bildet der Ende der 1930er Jahre vom Porsche-Konstruktionsbüro in Stuttgart entwickelte Volksschepper.

## Geschichte
Erwin Allgaier erwarb 1949 von Porsche eine Lizenz zum Nachbau des sogenannten Volksschleppers und begann noch Ende des Jahres mit der Verbesserung des Porsche-Prototypen 313. Nach nur sieben Monaten Entwicklungsarbeit stellte Allgaier im Juni 1950 den als AP 17 bezeichneten Volksschlepper auf der 40. DLG-Ausstellung in Frankfurt am Main der Öffentlichkeit vor. Das Modell sorgte dort für großes Aufsehen, da Motor- und Getriebeblock aus einer Aluminium-Legierung bestanden und der Schlepper damit insgesamt deutlich leichter war als die Modelle der Konkurrenz.  Zudem gab es eine umfangreiche Serienausstattung und eine ölhydraulische Kupplung. Allgaier unterbot mit einem Verkaufspreis von nur 4450 DM die Konkurrenz deutlich und nahm bis zum Ende der Ausstellung gewaltige 15.000 Bestellungen entgegen.
Anschließend übernahm Allgaier das ehemalige Dornier-Flugzeugwerk in Friedrichshafen-Manzell und begann dort mit der Fließbandfertigung des AP 17. Bis Oktober 1950 wurden die ersten 500 Schlepper gebaut und im September 1951 waren es bereits 5.000. In der Praxis zeigten sich bald mehrere Mängel, die Ende 1951 mit dem weiterentwickelten Modell AP 17-51 beseitigt wurden. So hatte man unter anderem das Fahrwerk, die Lenkung, den Mähantrieb und die Hydraulik überarbeitet. Gleichzeitig musste auch der Verkaufspreis angehoben werden; ab 1952 kostete der Schlepper in der überarbeiteten Version 6700 DM. Der höhere Preis und der Wunsch bei den Käufern nach einem leistungsstärkeren Modell führten allmählich zu einem Nachlassen der Nachfrage. Allgaier reagierte darauf und entwickelte aus dem AP 17 den leistungsstärkeren und nur geringfügig teureren AP 22. Die Produktion des AP 17 lief noch zwei Jahre weiter und endete 1954.

## Technische Daten
Der Schlepper hat in allen Ausführungen einen stehenden 2-Zylinder-Dieselmotor mit Wirbelkammereinspritzung. Die Zylinderbohrung beträgt 90 mm und der Hub 108 mm. Damit hat der Motor 1.374 cm³ Hubraum und eine Leistung von 18 PS bei 2000/min. Gekühlt wird der Motor mit einem Radial-Kühlluftgebläse.
Das Getriebe stammt von ZF und Getrag und hat fünf Vorwärtsgänge und einen Rückwärtsgang. Motor, Getriebe und weitere Einzelteile wurden aus einer speziellen Aluminiumlegierung (Silumin genannt) hergestellt. Aufgrund dessen wog der AP 17 ursprünglich nur 950 kg. Mit Überarbeitung des Grundmodells erhöhte sich das Gewicht geringfügig auf 1.000 kg.
Standardmäßig hat der Schlepper einen elektrischen Anlasser, eine Ölreinigungszentrifuge, eine Möglichkeit zur Spurverstellung, eine Zapfwelle, Achsen in Portalbaweise und eine ölhydraulische Voith-Strömungskupplung für optimales Anfahren auch unter Last. Zur Sonderausstattung gehören beispielsweise ein ölhydraulischer Kraftheber, eine Riemenscheibe, ein Mähantrieb, Spezialverkleidungsbleche für den Obst- und Weinbau sowie Zusatzgewichte.